# رضا المرضى
رضا المريض هو مقياس لمدى اهتمام مريض بالرعاية الصحية التي يتلقاها من مقدم الرعاية الصحية.
عند تقييم جودة الرعاية الصحية، رضا المريض هو مؤشر لقياس الأداء و يقاس ب دراسة إبلاغ ذاتي ونوع محدد من قياس رضا المريض .

## المصداقية كمقياس لتقييم جودة الرعاية الصحية
لأن المرضى قد يكونوا غير راضين عن الرعاية الصحية التي تحسن صحتهم أو يرضون عن الرعاية الصحية التي لا تحسن صحتهم، هناك ظروف يكون فيها رضا المرضى ليس مؤشرا صادقا لجودة الرعاية الصحية على الرغم من أنه غالبا ما يستخدم على هذا النحو.
و قد فشلت العديد من الدراسات في تحديد العلاقة بين رضا المرضى وجودة الرعاية

## عوامل تؤثر على رضى المرضى
يعتمد رضا المرضى  على الخدمة المقدمة من الرعاية الصحية بشكل رئيسي على مدة الرعاية وكفاءتها، وكيفية التعاطف والتواصل مع مقدمي الرعاية والتي تفضل بالعلاقة الجيدة وهي علاقة الطبيب بالمريض. أيضا، المرضى الذين هم على علم تام بالإجراءات اللازمة في الاجراءات السريرية، والوقت الذي من المتوقع أن تستغرقه، هم عموما أكثر رضا حتى لو كان وقت الانتظار طويل. وهناك عامل حاسم آخر يؤثر على رضا المرضى هو الرضا الوظيفي الذي يشعر به مقدم الرعاية.
أظهرت دراسة أجريت في الرعاية الأولية في المملكة المتحدة، حيث جرت مناقشة حول ربط بيانات رضا المرضى مع التمويل المالي، أظهرت الدراسة أن هناك مخاوف من ذلك بسبب الارتباطات السلبية مع كل من حجم قائمة الممارسة والحرمان الذي يحتمل أن يعاقب به بعض الممارسين ذو الأداءالعالي، وبالتالي الاحتياج للتفكير الجاد مهم جدا قبل أي تنفيذ من هذا القبيل
الولايات المتحدة ===
في الولايات المتحدة، كانت المستشفيات التي أبلغ مرضى قسم الجراحة عن رضاهم الشديد  استخدمت قياسات أخرى وتبين أنه رعاية عالية الجودة قدمت للمرضى اثناء الجراحة . ويعني ذلك أن رضا المرضى لا يؤدي إلى  إعاقة الرعاية الجيدة، وأن كلا منهما من الممكن أن يكونا معا.
تقييم المستهلك لمقدمي الرعاية الصحية والأنظمة هو مشروع بحثي مستمر لتوجيه تطوير استطلاعات المستهلكين المستخدمة لتقييم نوعية الرعاية المقدمة من قبل الخطط الصحية ومجموعات الأطباء والتقنيين. وهو مثال على الجهود البحثية الرئيسية التي تدرس أهمية ردود المستهلكين على الدراسات الاستقصائية.

## أبحاث
بحلول عام 1998، أصبحت عملية قياس رضا المرضى والإبلاغ عنه صناعة راسخة.
إن القلق حول سؤال المرضى عن جودة الرعاية هو أن المرضى يميلون إلى أن يكونوا أكثر رضا عن الرعاية الصحية الجذابة أكثر من الرعاية الصحية الفعالة، وقد لا تعطي تقارير الرضا معلومات جيدة عن قدرة المستشفى أو الطبيب أو العلاج على تحسين صحتهم .. ارتبط ارتفاع رضا المرضى مع استخدام أقل لقسم الطوارئ. على الرغم من هذه المخاوف، فإن المزيد والمزيد من البحوث قد وضعت رضا العملاء كمقياس صحيح وموثوق به لسلوكيات العملاء والأداء التنظيمي. وانخفاض سلوك الشكوى عن طبيب الرعاية الأولية، وانخفاض احتمال إنهاء العلاقة
من بين المستهلكين في مجال الرعاية الصحية، على سبيل المثال أن فهم رضا المرضى على أفضل وجه هو نموذج متعدد السمات وفيه جوانب مختلفة من الرعاية التي تحدد الرضا العام. الأهم من ذلك، انخفاض الأداء على السمة يخلق استياء أكثر بكثير من رضا المريض الناتج عن ارتفاع الأداء؛ وبعبارة أخرى، نتيجة أو لواحق الأداء السلبي أكثر من الأداء الإيجابي. وبالتالي، ضمان رضا المرضى عموما، هو أكثر أهمية من تقليل الأداء السلبي على بعد رعاية المريض مع أسوأ أداء ينظر لتحقيق أقصى قدر من الأداء الإيجابي على بعد آخر. وهو حل مثمر يمكن أن يقيس عدم رضا المريض بدلا من رضا المريض